# José María Sánchez-Verdú
José María Sánchez-Verdú, né à Algésiras, Cadix) le 7 mars 1968, est un compositeur et chef d'orchestre espagnol de musique classique,.

## Biographie
José María Sánchez-Verdú effectue sa formation musicale de 1986 à 1994 au Conservatoire royal supérieur de musique de Madrid, où en 1991, il enseigne le contrepoint. En 1992, il étudie la composition auprès de Franco Donatoni puis, de 1996 à 1999, auprès de Hans Zender à la Musikhochschule de Francfort-sur-le-Main,.
Il reçoit divers prix étrangers de composition comme le Prix Ernst-von-Siemens (Munich) en 2000 et le Prix national de musique (Madrid) en 2003,.
Ses nombreuses œuvres comprennent notamment des opéras,, et bénéficient d'une réception critique positive,,.
Il est également professeur de musique classique dans de nombreux conservatoires dans le monde,.